# Manfred Krug

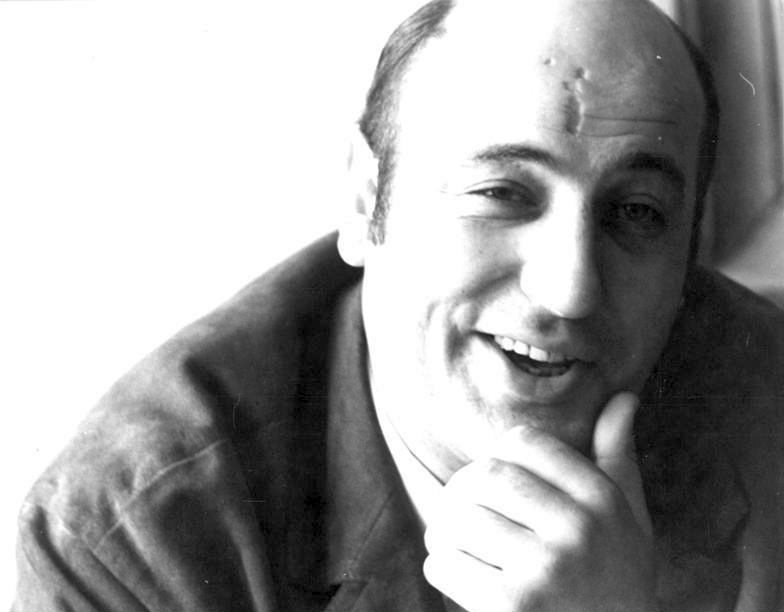
Manfred Krug în 1971

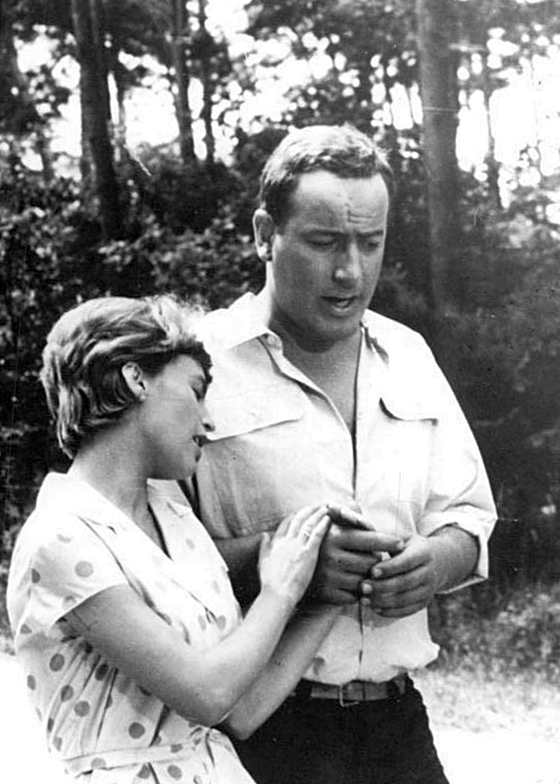
Manfred Krug și Christel Bodenstein la filmările pentru Beschreibung eines Sommers (1962)

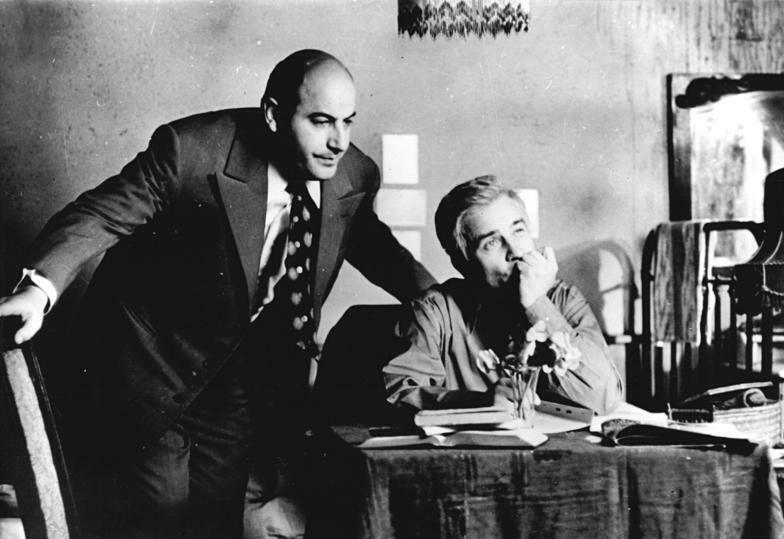
Manfred Krug (stânga) cu Armin Mueller-Stahl în Die Verschworenen (1971)

Manfred Krug (n. 8 februarie 1937, Duisburg, Germania Nazistă – d. 21 octombrie 2016, Berlin, Germania) a fost un actor, cântăreț și scriitor german. Până când s-a mutat în Republica Federală în iunie 1977, a fost unul dintre cei mai importanți artiști din RDG.
Printre cele mai cunoscute filme ale sale se numără Marfă pentru Katalonia (1959), Cinci cartușe (1960), Șampanie și melodii (1963), Ora hotărâtoare (1970) și Cum se hrănește un măgar (1974).

## Biografie
Născut la Duisburg, Krug s-a mutat în Germania de Est la vârsta de 13 ani și a lucrat la o fabrică de oțel înainte de a-și începe cariera de actor pe scenă și, în cele din urmă, în film. Până la sfârșitul anilor 1950 a avut mai multe roluri în film, iar în 1960 a apărut în filmul de război de succes al lui Frank Beyer, Cinci cartușe (Fünf Patronenhülsen).
În 1976, guvernul est-german i-a interzis lui Krug să lucreze ca actor și cântăreț, deoarece a participat la proteste împotriva expulzării și retragerii cetățeniei RDG a cantautorului dizident est-german Wolf Biermann. La 20 aprilie 1977 a cerut să părăsească RDG și, de îndată ce a obținut aprobarea, s-a mutat în Berlinul de Vest.
După mutare a primit foarte curând noi roluri ca actor, dar foarte rar a cântat în public. În 1978, Krug a apărut ca unul dintre principalii actori ai serialului de televiziune de acțiune-dramă Auf Achse și diverse roluri în serialele de televiziune care au inclus chiar și o perioadă de doi ani în programul pentru copii Sesamstraße, versiunea germană a programului american pentru copii Sesame Street.
În anii 1980 și 1990, el a jucat și în rolul comisarului-șef Paul Stoever în serialul de filme polițiste TV Tatort, care în cele din urmă s-a difuzat în patruzeci de episoade.
A decedat la 21 octombrie 2016 în Berlin.

## Filmografie selectivă
- 1957 Die Schönste (doar versiune cenzurată)
- 1957 Vergeßt mir meine Traudel nicht
- 1957 Ein Mädchen von 16 ½
- 1957 Mazurka dragostei (Mazurka der Liebe), regia Hans Müller
- 1959 Wenn die Nacht kein Ende nimmt
- 1959 Marfă pentru Katalonia (Ware für Katalonien), regia Richard Groschopp
- 1959 Bevor der Blitz einschlägt
- 1960 Oameni cu aripi (Leute mit Flügeln), regia Konrad Wolf
- 1960 Was wäre, wenn …?
- 1960 Cinci cartușe (Fünf Patronenhülsen), regia Frank Beyer
- 1961 Professor Mamlock
- 1961 Guten Tag, lieber Tag
- 1961 Drei Kapitel Glück
- 1962 Șampanie și melodii (Auf der Sonnenseite), regia Ralf Kirsten
- 1962 Königskinder
- 1962 Revista de la miezul nopții (Revue um Mitternacht), regia Gottfried Kolditz
- 1962 Minna von Barnhelm oder Das Soldatenglück
- 1962 Der Kinnhaken (și scenariu)
- 1963 Beschreibung eines Sommers
- 1963 Nebel
- 1963 Der Boxer und der Tod (Boxer a smrť)
- 1963 Der Andere neben dir (TV)
- 1964 Das Stacheltier: Engel, Sünden und Verkehr, 1. Schutzengel
- 1964 După mine, canalii! (Mir nach, Canaillen!), regia Ralf Kirsten
- 1964 Das Märchen von Jens und dem Kasper (rol vorbit)
- 1965 Die antike Münze
- 1965 Împăratul Cioc de Sturz (König Drosselbart), regia Walter Beck
- 1965 … nichts als Sünde (sincronizare cântec)
- 1965 Wenn du groß bist, lieber Adam
- 1966 Es genügt nicht 18 zu sein (narator)
- 1966 Spur der Steine
- 1966 Fräulein Schmetterling
- 1966/1972 Der kleine Prinz (Balladensänger)
- 1967 Frau Venus und ihr Teufel
- 1967 Steagul din Krivoi Rog (Die Fahne von Kriwoj Rog), regia Kurt Maetzig
- 1967 Turlis Abenteuer (rol vorbit și cântat)
- 1968 Wege übers Land (miniserie, 5 episoade)
- 1968 Abschied
- 1968 Hauptmann Florian von der Mühle
- 1969 Käuzchenkuhle
- 1969 Mit mir nicht, Madam!
- 1969 Weite Straßen – stille Liebe
- 1970 Ora hotărâtoare (Meine Stunde Null), regia Joachim Hasler
- 1970 Junge Frau von 1914 (Fernsehfilm)
- 1970 Netzwerk
- 1970 Sonntag, den … – Briefe aus eine Stadt (film TV, Filmgesang)
- 1971 Zwischen Freitag und morgen (TV, rol vorbit)
- 1971 Husaren in Berlin
- 1971 Die Verschworenen (miniserial TV)
- 1972 Die gestohlene Schlacht
- 1972 Eolomea (Synchronstimme)
- 1972 Der Mann, der nach der Oma kam (Filmgesang)
- 1973 Stülpner-Legende (Fernsehserie, 7 episoade)
- 1973 Giovanni Boccaccio (narator)
- 1974 Cum se hrănește un măgar (Wie füttert man einen Esel), regia Roland Oehme
- 1974 Kit în Alaska (Kit & Co), regia Konrad Petzold
- 1976 Daniel Druskat (Miniserie, 5 episoade)
- 1976/1979 Abschied vom Frieden (Miniserie, 3 episoade)
- 1977 Der rasende Roland (Filmgesang)
- 1977/1979 Feuer unter Deck
- 1978 Das Versteck
- 1978–1993 Auf Achse (serial TV)
- 1978 Paul kommt zurück (serial TV)
- 1978 Die Faust in der Tasche
- 1979 Phantasten (serial TV)
- 1980 Ein Mann fürs Leben (serial TV)
- 1981 Flächenbrand (serial TV)
- 1981 Das Traumschiff – Die erste Reise: Karibik (serial TV)
- 1982 Jakob und Adele – Vorstufe zur Toleranz (serial TV)
- 1982 Die Fischer von Moorhövd (serial TV, 14 episoade)
- 1982–1984 Sesamstraße (serial TV)
- 1983 Die Krimistunde (serial TV, 5 episoade, episodul: "Die Leiden eines Rauchers")
- 1983 Rendezvous der Damen (serial TV)
- 1983 Wer raucht die letzte? (serial TV)
- 1983 Konsul Möllers Erben (serial TV)
- 1983 Das Traumschiff: Marrakesch (serial TV)
- 1984–2001 Tatort (serial TV, 41 episoade, vezi Stoever und Brockmöller)
- 1985: Ein Heim für Tiere (serial TV, Folge 1x04)
- 1986: Whopper Punch 777
- 1986–1987 Detektivbüro Roth (serial TV, 34 episoade)
- 1986–1998 Liebling Kreuzberg (serial TV, 58 episoade)
- 1988 Die Krimistunde (serial TV, Folge 30, Episode: "Lauter schlechte Nachrichten")
- 1989 Rosamunde
- 1990 Neuner
- 1993 Der Blaue
- 1994–1995 Wir sind auch nur ein Volk (serial TV, 8 episoade)
- 1998 Abgehauen